# Danh sách phim xuất sắc nhất mọi thời đại của Tạp chí Sight & Sound (bình chọn năm 2012)
Dưới đây là danh sách 100 phim xuất sắc nhất mọi thời đại do Viện phim Anh công bố năm 2012:
1. Vertigo (1958)
2. Citizen Kane (1941)
3. Tokyo Story (1953)
4. The Rules of the Game (1939)
5. Sunrise: A Song of Two Humans (1927)
6. 2001: A Space Odyssey (1968)
7. The Searchers (1956)
8. Man with a Movie Camera (1929)
9. The Passion of Joan of Arc (1928)
10. 8½ (1963)
11. Battleship Potemkin (1925)
12. L'Atalante (1934)
13. Breathless (1960)
14. Apocalypse Now (1979)
15. Late Spring (1949)
16. Au Hasard Balthazar (1966)
17. Seven Samurai (1954)
18. Persona (1966)
19. Mirror (1975)
20. Singin' in the Rain (1952)
21. L'Avventura (1960)
22. Le Mépris (1963)
23. The Godfather (1972)
24. Ordet (1955)
25. In the Mood for Love (2000)
26. Rashomon (1950)
27. Andrei Rublev (1966)
28. Mulholland Drive (2001)
29. Stalker (1979)
30. Shoah (1985)
31. The Godfather Part II (1974)
32. Taxi Driver (1976)
33. Bicycle Thieves (1948)
34. The General (1926)
35. Metropolis (1927)
36. Psycho (1960)
37. Jeanne Dielman, 23 quai du Commerce, 1080 Bruxelles (1975)
38. Sátántangó (1994)
39. The 400 Blows (1959)
40. La Dolce Vita (1960)
41. Journey to Italy (1954)
42. Pather Panchali (1955)
43. Some Like It Hot (1959)
44. Gertrud (1964)
45. Pierrot le Fou (1965)
46. Playtime (1967)
47. Close-Up (1990)
48. The Battle of Algiers (1966)
49. Histoire(s) du cinéma (1988-1998)
50. City Lights (1931)
51. Ugetsu Monogatari (1953)
52. La Jetée (1962)
53. North by Northwest (1959)
54. Rear Window (1954)
55. Raging Bull (1980)
56. M (1931)
57. The Leopard (1963)
58. Touch of Evil (1958)
59. Sherlock Jr. (1924)
60. Barry Lyndon (1975)
61. La maman et la putain (1973)
62. Sansho Dayu (1954)
63. Wild Strawberries (1957)
64. Modern Times (1936)
65. Sunset Blvd. (1950)
66. The Night of the Hunter (1955)
67. Pickpocket (1959)
68. Rio Bravo (1959)
69. Blade Runner (1982)
70. Blue Velvet (1986)
71. Sans Soleil (1982)
72. A Man Escaped (1956)
73. The Third Man (1949)
74. L'eclisse (1962)
75. Les enfants du paradis (1945)
76. La Grande Illusion (1937)
77. Nashville (1975)
78. Chinatown (1974)
79. Beau Travail (1998)
80. Once Upon a Time in the West (1968)
81. The Magnificent Ambersons (1942)
82. Lawrence of Arabia (1962)
83. The Spirit of the Beehive (1973)
84. Fanny and Alexander (1984)
85. Casablanca (1942)
86. The Colour of Pomegranates (1968)
87. Greed (1924)
88. A Brighter Summer Day (1991)
89. The Wild Bunch (1969)
90. Partie de campagne (1936)
91. Aguirre, Wrath of God (1972)
92. A Matter of Life and Death (1946)
93. The Seventh Seal (1957)
94. Un chien andalou (1928)
95. Intolerance (1916)
96. Yi Yi (2000)
97. The Life and Death of Colonel Blimp (1943)
98. Touki Bouki (1973)
99. Fear Eats the Soul (1974)
100. Imitation of Life (1959)
101. Madame de... (1953)